# منتخب بلغاريا تحت 20 سنة لكرة القدم
منتخب بلغاريا تحت 20 سنة لكرة القدم هو ممثل بلغاريا الرسمي في المنافسات الدولية في كرة القدم في فئة كرة قدم تحت 20 سنة للرجال
، يديريه اتحاد بلغاريا لكرة القدم.